# رگبرگ‌بالان
رگبرگ‌بالان (به لاتین: Neuropterida) تبارشاخهای (گاهی در سطح بالاراسته) از حشرات همه‌دگردیسها (Holometabolism) با بیش از ۵۷۰۰ گونه توصیف‌شده است که شامل راسته‌های بال‌توری‌سانان (بال‌توری، مورچه)، بزرگ‌بالان (Megaloptera؛ مگس توسکا، مگس دابسون) و مارمگس است.
آنها از نظر تاریخی، به عنوان بال‌توری‌سانان شناخته می‌شدند، اما این نام امروزه فقط به گوش‌خیزک‌ها و بستگان آنها (مانند مورچه‌ها) اشاره دارد که در گذشته به عنوان Planipennia شناخته می‌شدند. بخشی از درون‌بال‌داران و مربوط به سوسک‌ها می‌توان آنها را یک آرایه بدون رتبه در نظر گرفت. مسلماً، درون‌بال‌داران ممکن است به جای آن یک کلاد بدون رتبه در نظر گرفته شود، و برای نشان دادن روابط نزدیک گروه‌های درون‌بال‌داران خاص، به چندین بالاراسته تقسیم شود.
منقارسران (عقرب‌مگس‌ها) در گذشته توسط برخی از نویسندگان در اینجا نیز گنجانده شده بود، اما آنها در واقع به Mecopteroidea (یا Antliophora) وابستگی دارند، تبارشاخه درون‌بال‌داران که شامل مگس‌ها و کک‌های واقعی نیز می‌شود.
رگبرگ‌بالان، حشرات نسبتاً ابتدایی هستند، با بال‌های بزرگ اما ماهیچه بال ضعیفی که به آنها پروازی ناشیانه می‌دهد. بیشتر آنها در غروب یا شب به عنوان بالغان فعال هستند و لاروهای بسیاری از آنها آبزی هستند و در رودخانه‌ها زندگی می‌کنند. حداقل لاروها، اما در بسیاری از موارد بالغان نیز شکارگران بندپایان کوچک هستند. رگبرگ‌بال‌های بالغ از اندازه یک مگس‌ریزه تا یک آسیابک بزرگ متغیر است (۱۵ سانتیمتر (۵٫۹ اینچ) طول بال‌ها)؛ بزرگ‌ترین گونه‌ها شبیه مگس‌های خشک و سنجاقک هستند.